# Fiorino Pepe
Fiorino Pepe (Carisolo, 29 novembre 1950) è un ex calciatore italiano, di ruolo difensore o centrocampista.

## Caratteristiche tecniche
Giocava come libero o centrocampista.

## Carriera

### Giocatore
Dopo alcuni anni in Serie B con le maglie di Monza e Palermo (con cui giunge alla finale di Coppa Italia 1973-1974, pur non scendendo in campo nelle sfida persa ai rigori col Bologna) nell'estate 1976 viene acquistato dal Cesena, reduce dalla migliore stagione della sua storia (sesto posto in Serie A e qualificazione alla Coppa UEFA).
L'annata 1976-1977 è tuttavia negativa per i romagnoli, che chiudono la stagione all'ultimo posto; Pepe, pur venendo schierato in soli 14 incontri di campionato per un infortunio subito alla seconda giornata che lo costringe a saltare quasi interamente il girone di andata, va a segno in tre occasioni (all'esordio nella sfida interna con la Fiorentina, quindi al ritorno sempre coi viola e nel 4-0 interno contro la Roma), risultando il secondo cannoniere della squadra dopo "Gil" De Ponti.
Ha segnato la rete del provvisorio 2-0 nell'incontro di ritorno del primo turno di Coppa UEFA 1976-1977 contro i tedeschi orientali del Magdeburgo, che si erano aggiudicati l'incontro di andata nella DDR per 3-0. La sfida terminò 3-1 per i romagnoli, estromessi dal torneo per la rete decisiva realizzata da Jürgen Sparwasser.
Pepe inizia al Cesena anche l'annata successiva in Serie B, dove totalizza 4 presenze, quindi nella sessione autunnale del calciomercato passa alla Spal, in Serie C, con cui centra la promozione fra i cadetti. Nell'annata seguente è ancora a Ferrara ma senza mai scendere in campo.
In carriera ha collezionato complessivamente 14 presenze e 3 reti in Serie A e 179 presenze e 11 reti in Serie B.

### Dirigente
Ha lavorato per sei anni come dirigente alla Tritium, i primi due come Responsabile del settore giovanile e gli ultimi quattro come Responsabile dell'Area Tecnica della prima squadra, lasciando la squadra il 30 giugno 2013 alla scadenza del suo contratto.; è stato anche a più riprese allenatore della formazione abduana. È osservatore per il Nord del Trapani.

## Palmarès

### Giocatore

#### Competizioni nazionali
- Serie C: 1

S.P.A.L.: 1977-1978